# Mother/Android
Mother/Android is een Amerikaanse post-apocalyptische sciencefiction-thriller uit 2021, geschreven en geregisseerd door Mattson Tomlin voor zijn regiedebuut. De hoofdrollen worden vertolkt door Chloë Grace Moretz, Algee Smith en Raúl Castillo.

## Verhaal
Tijdens de opstand van de androïden beginnen de zwangere Georgia en haar vriend Sam aan een gedwongen reis om het land te verlaten. Kort voor de geboorte van hun eerste kind zullen ze het te verlaten gebied moeten doorkruisen, waar de dodelijke androïden de macht hebben overgenomen.

## Rolverdeling
| Acteur             | Personage |
| ------------------ | --------- |
| Chloë Grace Moretz | Georgia   |
| Algee Smith        | Sam       |
| Raúl Castillo      | Arthur    |

## Productie
In september 2020 voegden Chloë Grace Moretz, Algee Smith en Raúl Castillo zich bij de cast van de film, met Mattson Tomlin die regisseerde op basis van een scenario dat hij schreef, met Matt Reeves en Bill Block die de film gingen produceren, onder hun productiebedrijven 6th & Idaho Productions en Miramax-Films.
De opnames begonnen op 5 oktober 2020 en eindigde op 12 november 2020. Het grootste deel van de film is opgenomen in de staat Massachusetts, waaronder de stad Boston en de bossen bij Lynn. Op 10 maart 2021 verwierf Hulu de Amerikaanse distributierechten voor de film. De internationale streamingrechten heeft Netflix verworven.

## Release
De film ging in première op 17 december 2021 in de Verenigde Staten op Hulu. In overige gebieden werd de film uitgebracht op 7 januari 2022 op Netflix.

## Ontvangst
De film ontving gemengde recensies van critici. Op Rotten Tomatoes heeft Mother/Android een waarde van 33% en een gemiddelde score van 5,00/10, gebaseerd op 30 recensies. Op Metacritic heeft de film een gemiddelde score van 42/100, gebaseerd op 11 recensies.